# Rødenes
Rødenes is een voormalige gemeente in Noorwegen. De gemeente in de toenmalige provincie Østfold werd in 1964 samengevoegd met Øymark tot de nieuwe gemeente Marker. Rødenes werd gesticht als formannskapsdistrikt in 1837. In 1902 werd de gemeente gesplitst, waarbij Rømskog een zelfstandige gemeente werd. De parochiekerk van Rødenes werd gebouwd in de eerste helft van de 13e eeuw.